# Guido Magnone
Guido Magnone (* 22. Februar 1917 in Paris; † 9. Juli 2012) war ein französischer Bergsteiger. 
Magnone durchlief eine kaufmännische Ausbildung und begann erst 1947 mit dem Bergsteigen. Er war technischer Direktor der Union Nationale des Centres de Montagne (UNCM, Vereinigung nationaler Jugendorganisationen) und von 1961 bis 1965 Präsident der international angesehenen Groupe de Haute Montagne (GHM, Alpenverein Frankreichs).
Er war während seiner alpinistischen Karriere an zahlreichen bedeutenden Erstbegehungen beteiligt. So gelang ihm 1952 die erste Durchsteigung der Petit Dru-Westwand, über die er später auch ein Buch verfasste. Im selben Jahr war er zudem an der ersten Besteigung des Fitz Roy in den Anden beteiligt und erzielte die achte Durchsteigung der Eiger-Nordwand. 1955 war er an der Erstbesteigung des Makalu im Himalaya beteiligt. 1956 gelang ihm die Zweitbesteigung des Muztagh Tower im Karakorum und Erstbegehung des Südostgrates. 1962 gehörte er zum Erstbesteigerteam des Chakrarahu-Ostgipfels in den Anden.